# Maricopa (Arizona)
Maricopa település az Amerikai Egyesült Államok Arizona államában, Pinal megyében. Lakosainak száma 58 125 fő (2020. április 1.).

## Közlekedés

### Vasút
A települést napi egy pár Texas Eagle néven futó Amtrak távolsági vonatjárat érinti.

## Népesség
A település népességének változása:

| 2010 | 43 482 |
| 2020 | 58 125 |